# China Airlines Flight 676
China Airlines Flight 676 var et passagerfly der styrtede ned i et boligområde nær Taoyuan County i Taiwan, den 16. februar 1998. Årsagen skyldes uvejr og pilot fejl, alle 196 ombordværende samt 6 i boligområdet omkom, da flyet styrtede.
Flight 676 var en Airbus A300 der var lettet fra Ngurah Rai International Airport på Bali i Indonesien, og havde en destination til Taiwan Taoyuan International Airport, Taipei i Taiwan. Da flyet nærmede sig Taiwan Taoyuan Airport, fløj det ind i et uvejr med regn og tæt tåge, hvilket resulterede i at piloterne havde svært ved at styre flyet, og lavede fejl, hvilket førte til at flyet styrtede ned.

## Passagerernes nationaliteter

### Passagerer og besætning om bord på Flight 800
| Nationalitet | Passagerer | Besætning | Total             |
| ------------ | ---------- | --------- | ----------------- |
| Taiwan       | 161        | 14        | 175               |
| USA          | 5          | 0         | 5                 |
| Frankrig     | 1          | 0         | 1                 |
| Indonesien   | 1          | 0         | 1                 |
| Total        | 196        | 14        | 202 (6 på jorden) |